# 小行星7802
小行星7802（英語：7802 Takiguchi）是一颗围绕太阳公转的小行星。1996年12月2日，小林隆男在大泉町发现了此天体。
这颗小行星的绝对星等为140.2164636241152等。